# Kurt Klühspies

Kurt Klühspies (Foto 2022)

Kurt Klühspies (* 4. Februar 1952 in Würzburg) ist ein ehemaliger deutscher Handball-Nationalspieler, seine Spielposition war der rechte Rückraum.

## Karriere
Der aus Erlenbach stammende Klühspies wechselte im Alter von 18 Jahren zum TV Großwallstadt und spielte 1970 zum ersten Mal für den die Mannschaft in der damals höchsten deutschen Klasse, an der Seite seines langjährigen Weggefährten Manfred Hofmann. Ab 1978 dominierte Klühspies mit dem TV Großwallstadt und vier Meistertiteln in Folge die neu gegründete Bundesliga.
1980 trat Linkshänder Klühspies aus Enttäuschung über den Olympiaboykott in Moskau mit anderen Leistungsträgern aus der Nationalmannschaft zurück.
Seinen offiziellen Handball-Rücktritt hatte Kurt Klühspies 1984 erklärt. 1986 und 1988 ist er im Europa Cup noch einmal eingesprungen. Als „Retter“ hatte er dem TV Großwallstadt 1991 und 1993 im Abstiegskampf noch einmal ausgeholfen.
Nach seiner aktiven Karriere hat er beim TV Großwallstadt kurzzeitig unter Karl-Heinz Bergsträßer als Trainer-Assistent gearbeitet und den B-Schein für Handballtrainer erworben. Bis Anfang Oktober 1995 war er kurze Zeit Abteilungsleiter beim TVG.
Der 1,96 Meter große Kurt Klühspies ist Vater von zwei Kindern, die Prüfung zum Industriemeister bestand er in Wetzlar im Januar 1978. Seit vielen Jahren arbeitet er bei Adidas als Key-Account-Manager. Heute lebt er in Erlenbach am Main und ist Mitglied im Beirat des TV Großwallstadt.

## Erfolge
- 104 Länderspiele[3]
- 363 Bundesligaspiele, 1226 Treffer
- 456 Pflichtspiele 1532 Tore für den TV Großwallstadt
- 1978 wurde er mit Deutschland Weltmeister.
- Mit dem TV Großwallstadt gewann er zweimal den Europapokal der Landesmeister (1979 und 1980), den IHF-Pokal (1984) und den europäischen Supercup (1980).
- 1973 Deutscher Meister auf dem Großfeld
- Fünfmal Meister in der Halle (1978, 1979, 1980, 1981 und 1984)
- Zweimal Deutscher Pokalsieger (1980 und 1984).
- Platz vier bei Olympia 1976 in Montreal
- 1× Weltauswahl 1980

Dazu gab es mannschaftliche und persönliche Ehrungen wie die Verleihung des Silbernen Lorbeerblattes 1980 oder Mitglied der Mannschaft des Jahres, 1978 mit der Nationalmannschaft, 1979 mit dem TV Großwallstadt.

## Filmdokumentation
- Mitwirkung in: Fallwurf Böhme – Die wundersamen Wege eines Linkshänders von Heinz Brinkmann, Erzähler: Wolfgang Winkler, 90 Minuten, DVD, Basis-Film Verleih GmbH, Berlin, Vertrieb: KNM Home Entertainment GmbH 2016